# Gorodkovo (Kaliningrado)
Gorodkovo (en ruso: Городково), conocida de manera oficial hasta 1946 como Skören (en alemán: Skören, en lituano: Skėriai), es una localidad rural situada en el oeste del distrito de Slavsk en el óblast de Kaliningrado, Rusia.

## Geografía
Gorodkovo está en la orilla norte del Matrosovka (estuario del río Nemunas), once kilómetros al noroeste de Slavsk y a 139 km de Kaliningrado.  

## Historia
El asentamiento de Skören se inscribió en el registro de la parroquia de Kaukehmen (hoy Yasnoye) en 1596, que incluía 6 comunidades más, y ya en 1729 había una escuela. En 1886 se construyó una escuela de madera con un aula, en 1939 tuvo que ser reconstruida y ampliada.
Skören se incorporó en 1874 al distrito administrativo recién establecido de Karzewischken con la sede oficial en Groß Karzewischken (Sprosserweide de 1938 a 1946, en ruso Shchukino, que hoy ya no existe). Hasta 1945, perteneció al distrito de Niederung (desde 1939 kreis Elchniederung) en el distrito administrativo de Gumbinnen en la provincia prusiana de Prusia Oriental, incluso después de que se le cambiara el nombre de distrito de Sprosserweide en 1939.  
Como resultado de la Segunda Guerra Mundial, Skören pasó a formar parte de la Unión Soviética con el resto del norte de Prusia Oriental en 1945. En 1947 el lugar recibió el nombre ruso de Gorodkovo y también fue asignado al raión de Slavsk. Anteriormente, la unidad militar 68433, el 43.er batallón separado de puentes de pontones de las tropas de ingeniería de la Flota Báltica Rusa, estuvo ubicado en Gorodkovo. En 2008, Gorodkovo se convirtió en la sede de una comunidad rural. Después de su disolución, el lugar perteneció al distrito urbano de Slavsk de 2016 a 2021 y desde entonces al distrito municipal de Slavsk.

## Demografía
En 1925 la localidad contaba con 336 residentes. En el pasado la mayoría de la población estaba compuesta por alemanes, pero tras el fin de la Segunda Guerra Mundial fueron expulsados a Alemania y se repobló con rusos. 
| Gráfica de evolución de Gorodkovo entre 1910 y 2010 |
|                                                     |

## Infraestructura

### Arquitectura y monumentos
No queda nada de la iglesia de Skören, construida entre 1932 y 1933, y era un edificio octogonal con torre y estaba construido en madera. La iglesia sobrevivió ilesa a la Segunda Guerra Mundial, pero luego se usó como almacén para secar granos con un propósito diferente hasta 1978. En 1979 la iglesia fue demolida y en su lugar se construyó un galpón de ordeño. En el mejor de los casos, los cimientos todavía se pueden adivinar al norte de la carretera rural al sitio del pueblo de Baltruscheiten (hoy ya no existe).  

### Educación
En las afueras del oeste del pueblo hasta 1973 había una escuela primaria en la que se enseñaban los grados 1 y 2. Tras el cierre de la escuela, las clases se trasladaron al pueblo de Yasnoye. 

### Transporte
La carretera municipal 27K-316 conduce a la ciudad, y no hay conexión de tren. 

## Galería

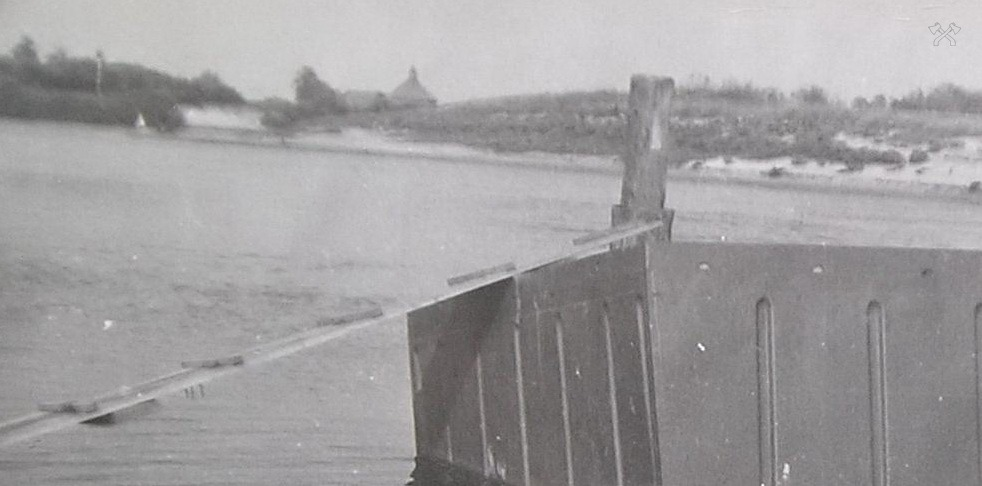
Vista de Gorodkovo desde la orilla norte del Matrosovka